# Electronic Sports World Cup 2007
Electronic Sports World Cup 2007 odbył się w Paryżu we Francji w dniach 5–8 lipca 2007. Turniej został rozegrany w centrum wystawowym Porte de Versailles (Parc des Expositions de la Porte de Versailles). Łączna pula nagród wynosiła 180 500 dolarów.

## Gry
- Counter-Strike
- Pro Evolution Soccer 6
- Quake 4
- TrackMania Nations ESWC
- Warcraft III: The Frozen Throne

## Reprezentacja Polski
Counter Strike 
- Mariusz Cybulski
- Jakub Gurczyński
- Filip Kubski
- Łukasz Wnęk
- Wiktor Wojtas

Counter Strike 
- Magdalena Żołnowska
- Barbara Aksamit
- Karolina Wypych
- Magdalena Buczyńska
- Agata Gołek

Trackmania Nations
- Bartosz Baksalary

Quake 4
- Maciej Krzykowski

Warcraft III
- Przemysław Wadoń

## Medaliści
| Konkurencja          |                                    |                                    |                                       |
| Counter-Strike       | PGS Gaming PokerStrategy           | Team NoA                           | fnatic                                |
| Warcraft III         | Lee Sung Duk Pseudonim: SoJu       | Olav Undheim Pseudonim: Creolophus | Manuel Schenkhuizen Pseudonim: Grubby |
| Pro Evolution Soccer | Sven Wehmeier Pseudonim: S-Butcher | Bruce Grannec Pseudonim: Spank     | Mike Linden Pseudonim: El Matador     |
| Counter-Strike       | SK Gaming                          | Ehonor                             | Be The Best                           |
| Quake 4              | Maciej Krzykowski Pseudonim: av3k  | Anton Singow Pseudonim: Cooller    | Michael Bignet Pseudonim: Winz        |
| Trackmania Nations   | Freek Molema Pseudonim: XeNoGeaR   | Dorian Vallet Pseudonim: Carl      | Simon Ferreira Pseudonim: Lign        |

## Klasyfikacja medalowa
| Lp. | Państwo           | złoto | srebro | brąz | razem | +/- ESWC 06 |
| --- | ----------------- | ----- | ------ | ---- | ----- | ----------- |
| 1.  | Polska            | 2     | 0      | 0    | 2     | n/d         |
| 2.  | Holandia          | 1     | 0      | 1    | 2     | +8          |
| 2.  | Niemcy            | 1     | 0      | 1    | 2     | +6          |
| 4.  | Korea Południowa  | 1     | 0      | 0    | 1     | -2          |
| 4.  | Stany Zjednoczone | 1     | 0      | 0    | 1     | n/d         |
| 6.  | Francja           | 0     | 2      | 3    | 5     | -4          |
| 7.  | Chiny             | 0     | 1      | 0    | 1     | +1          |
| 7.  | Dania             | 0     | 1      | 0    | 1     | n/d         |
| 7.  | Norwegia          | 0     | 1      | 0    | 1     | n/d         |
| 7.  | Rosja             | 0     | 1      | 0    | 1     | n/d         |
| 11. | Holandia          | 0     | 0      | 1    | 1     | -1          |
| 11. | Szwecja           | 0     | 0      | 1    | 1     | -7          |